# Sergei Konstantinowitsch Tumanski
Sergei Konstantinowitsch Tumanski (russisch Сергей Константинович Туманский, wiss. Transliteration Sergej Konstantinovič Tumanskij; * 8. Maijul. / 21. Mai 1901greg. in Minsk; † 9. September 1973 in Moskau) war ein sowjetischer Triebwerkskonstrukteur.

## Leben
Während der Oktoberrevolution und im anschließenden Bürgerkrieg war Tumanski als Motorenwart für Militärflugzeuge tätig, unter anderem auch in der mit den schweren Ilja-Muromez-Bombenflugzeugen ausgerüsteten Abteilung „Grom“. Dort flog er vereinzelt auch Einsätze als Bord- oder Bombenschütze. Nach Absolvierung eines Technikerlehrgangs an der militärtechnischen Schule in Petrograd diente er noch eine Zeit lang bei den Luftstreitkräften, bevor er an der Schukowski-Universität in Moskau ein Studium begann. Nach dessen Beendigung arbeitete Tumanski von 1931 bis 1938 und dann wieder 1940 im Zentralinstitut für Flugmotoren, das zum Flugmotorenwerk 29 in Saporischschja gehörte. Dort entwickelte er die auf dem M-85-Lizenzbau des Gnome-Rhône 14K basierenden Doppelsternmotoren M-87 und M-88 zur Serienreife, die unter anderem in den Bombenflugzeugen DB-3 und Il-4 verwendet wurden. 1943 wurde Tumanski zweiter Mann im OKB (Experimental-Konstruktionsbüro) von Alexander Mikulin. 1955 wurde er zum Chefingenieur und im Jahr darauf zum Generalingenieur ernannt. Diese Position hatte er bis zum Jahre 1973 inne.
Tumanski nahm wesentlichen Einfluss auf die Entwicklung von Strahltriebwerken für überschallschnelle Flugzeuge. So entwickelte er unter anderem für die MiG-21 das R-11 F-300 und für die Mach 3+ schnelle MiG-25 das R-15.
Nachdem er bereits 1946 mit dem Staatspreis ausgezeichnet wurde, wurde er 1957 mit dem Orden Held der sozialistischen Arbeit und dem Leninpreis, insbesondere für die Entwicklung des R-11, geehrt. Tumanski war seit dem 26. Juni 1964 Mitglied der Akademie der Wissenschaften der UdSSR, außerdem vierfacher Träger des Leninordens sowie Träger des Ordens der Oktoberrevolution, des Rotbannerordens und diverser anderer Auszeichnungen.